# Kępniewo
Kępniewo – wieś w Polsce położona w województwie warmińsko-mazurskim, w powiecie elbląskim, w gminie Markusy, na obszarze Żuław Elbląskich.
W latach 1975–1998 miejscowość administracyjnie należała do województwa elbląskiego.

## Zabytki
- pomennonicki dom podcieniowy z XVIII wieku.
- Pozostałości cmentarza menonickiego z końca XVIII wieku z wieloma zachowanymi nagrobkami, stelami i żeliwnymi krzyżami[4].